# Gà Vorwerk

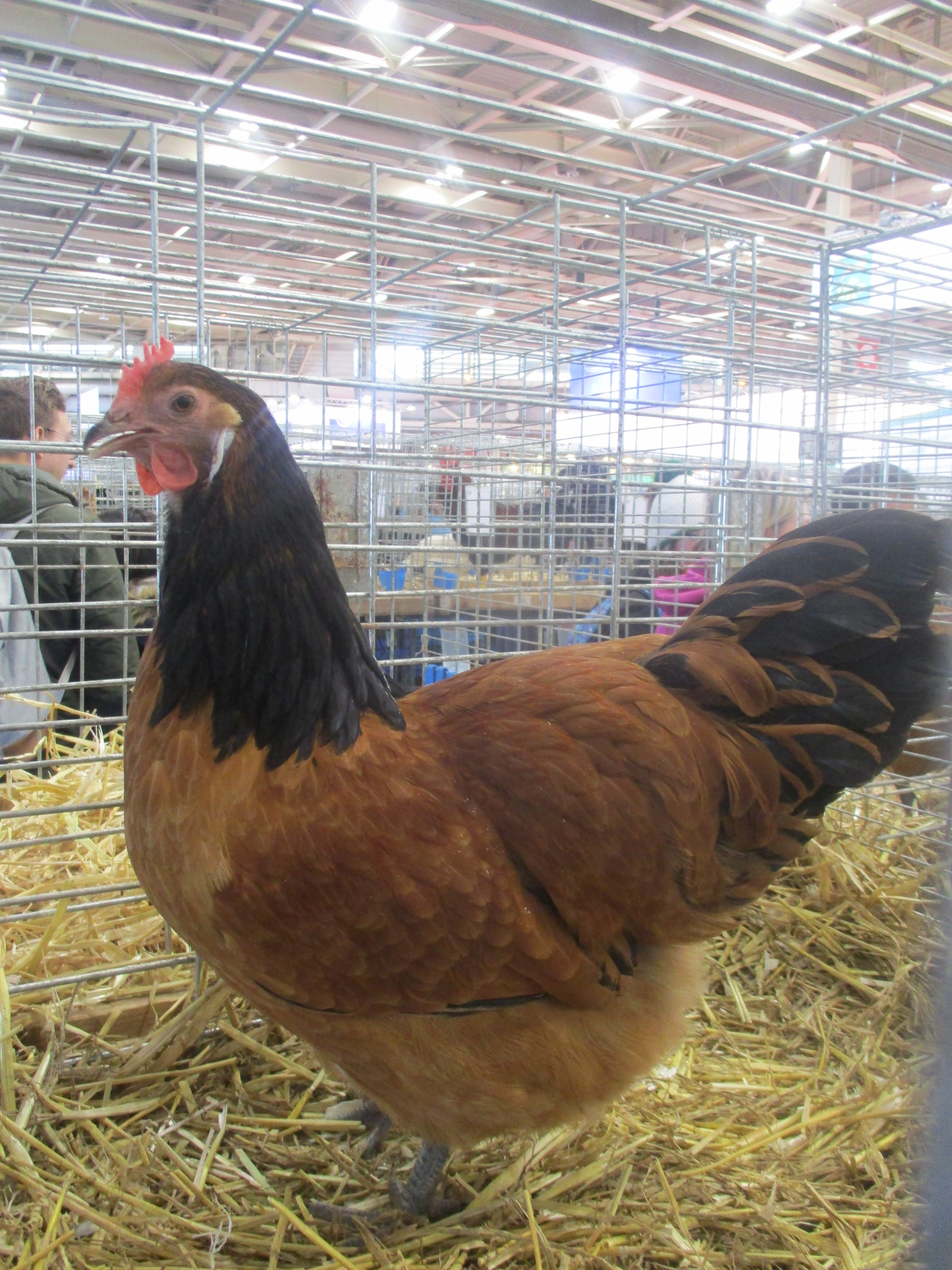
Gà Vorwerk

Gà Vorwerk là một giống gà có nguồn gốc từ nước Đức. Mặc dù nó không liên quan đến công ty sản xuất máy hút bụi Vorwerk của Đức nhưng nó là giống gà duy nhất để chia sẻ tên của nó với một thương hiệu của thiết bị gia dụng. Đây là một giống gà quý hiếm, nó có bộ lông đen và vàng đặc biệt. Chúng cũng là giống gà kiêm dụng cho thịt và trứng, biến thể gà nhỏ của giống này được sử dụng như một giống gà kiểng với tính nết và tính tình dễ chịu.

## Lịch sử
Bắt đầu từ năm 1900, nhà lai tạo gia cầm Oskar Vorwerk bắt đầu lai tạo ra một con gà có kích thước trung bình, tiện dụng với mô hình bộ lông của hoa oải hương (gà Lakenvelder) thuộc giống gà lông màu. Sự khác biệt chính về diện mạo sẽ là màu cơ bản vàng tối của gà Vorwerk, chứ không phải màu trắng của gà Lakenvelder. Do đó, những con gà của ông đôi khi không chính xác được gọi là gà Lakenvelder vàng, đặc biệt là ở Bắc Mỹ. Gà Lakenvelder vàng là một loại bộ lông, là một giống riêng biệt từ gà Vorwerk. Các giống được sử dụng để tạo ra gà Vorwerk bao gồm gà Lakenvelder, gà Orpington lông da bò, gà Sussex lông da bò và gà Andalusia. Đến năm 1913, gà Vorwerk được chuẩn hóa. Tuy nhiên, nó không bao giờ thực sự được sử dụng rộng rãi, và hiếm hoặc không tồn tại bên ngoài lục địa châu Âu.
Năm 1966, một người đàn ông Mỹ tên là Wilmar Vorwerk của New Ulm, Minnesota, đã phát triển sự quan tâm đến giống gà này, nhưng nó đã không được xuất khẩu sang Bắc Mỹ. Vì vậy, ông đã tạo ra một phiên bản gà cỡ nhỏ (gà Bantam) từ đầu bằng cách sử dụng gà Lakenvelders, gà Wyandotte (lông da bò và lông xanh), gà đuôi đen lông da bò (Black-tailed Buff) và gà Rosecomb lông da bò Columbia. Những người hâm mộ mê chơi gà ở châu Âu cũng đã thu nhỏ độc lập một giống thuộc nòi gà bantam Vorwerk. Mặc dù gà Vorwerk lớn chưa bao giờ được chấp nhận trong Tiêu chuẩn Hoàn thiện của Hiệp hội Gia cầm Mỹ, Hiệp hội Bantam Mỹ đã công nhận phiên bản Vorwerk Bantam của Hoa Kỳ. 

## Đặc điểm
Gà Vorwers là giống gà kiêm dụng thích hợp cho cả sản xuất thịt gà và trứng gà. Gà trống có kích thước tiêu chuẩn cân nặng 2,5–3,2 kg (5,5–7,5 pounds), và gà mái thì nặng 2–2,5 kg (4,5–5,5 pounds). Tuy nhiên, điều quan trọng cần lưu ý là các tiêu chuẩn của gà bantam châu Âu khác với các tiêu chuẩn của Hoa Kỳ, điều này dễ hiểu khi chúng được lai taọo bằng các giống khác nhau. Đặc biệt gà trống Bantam ở Mỹ là 765 gram (27 ounces), và gà mái ở Mỹ là 650 gram (23 ounces) nhưng ở châu Âu, giống gà này nặng hơn 910 gram đối với con trống và 680 gram đối với con mái.
Gà mái Vorwerk lớn là những cái máy đẻ trứng vỏ màu kem rất tốt, và sẽ cho ra khoảng 170 quả trứng mỗi năm. Nếu đang hiện diện ở châu Âu, thì cũng nên tìm kiếm tiêu chuẩn đó thay vì đi theo phiên bản Hoa Kỳ. Gà Bantams cũng được xem là giống gà kiêm dụng, nhưng (giống như tất cả các bantam) chúng đẻ trứng nhỏ hơn và ít trứng hơn. GàVorwerks là một giống gà nhà thật sự khỏe mạnh, chúng giỏi thích nghi với khẩu vị kinh tế, tức là chịu được kham khổ, không đòi ăn sang đắt như những giống gà kiểng quý phái khác.
Về mặt tính nết và tính khí, chúng luôn có sự tỉnh táo và năng động, nhưng không nhất thiết phải lúc nào cũng bay nhảy. Về bộ lông, đầu, cổ và đuôi của chúng là màu đen đặc, với phần còn lại là màu lông da bò (buff). Lý tưởng của các tiêu chuẩn giống gà đặc biệt này kêu gọi không có đốm đen trong các khu vực lông da bò, nhưng trong thực tế điều này là rất khó để sinh sản. Gà Vorwerks thể thao có chiếc mồng đơn, phiến màu xám, và dái tai trắn.